# Haidaikî, Volociîsk
Haidaikî (în ucraineană Гайдайки) este un sat în comuna Kupil din raionul Volociîsk, regiunea Hmelnîțkîi, Ucraina.

## Demografie
Componența lingvistică a localității Haidaikî
     Ucraineană (99,12%)
     Alte limbi (0,88%)
Conform recensământului din 2001, majoritatea populației localității Haidaikî era vorbitoare de ucraineană (99,12%), existând în minoritate și vorbitori de alte limbi.